# 86. Infanterie-Division (Wehrmacht)
La 86. Infanterie-Division fu una divisione dell'esercito tedesco attiva durante la seconda guerra mondiale che venne formata nel 1939; partecipò alla Campagna di Francia e combatté lungo il Fronte Orientale fino al 1943 quando venne sciolta.

## Storia
La divisione fu costituita il 26 agosto 1939, e fu subito trasferita nell'Eifel e successivamente nell'area a est di Saarburg. Partecipò alla campagna di Francia ed il 10 maggio 1940, occupò Arlon e l'area vicino Rethel; da qui avanzò a ovest della Mosa occupando Chaumont e raggiungendo la zona di Boubonne a est di Langres. Dopo la resa francese, la divisione fu utilizzata come forza di occupazione tra Vierzon e Nesle. Il 13 ottobre 1940 un terzo della divisione fu ceduto alla 306. Infanterie-Division.
Nel luglio 1941 la divisione fu trasferita nella Prussia orientale e lì prese parte all'Operazione Barbarossa, attraversando il Daugava e prendendo parte alla cattura di Polotsk ed ad agosto prese parte alla battaglia per Velikiye Luki. Nel mese di settembre la divisione fu trasferita nella zona di Smolensk per prendere parte da qui alla battaglia di Mosca, infatti attraversò il Volga vicino a Gorodishche, dove la divisione fu colpita dall'offensiva invernale russa, che la costrinse alla ritirata nella zona di Rzhev.  Nel 1942 la divisione combatté nella zona di Rzhev, fino ai primi mesi del 1943, a marzo fu trasferita nella zona di Orël, dove difese la linea ferroviaria Orël-Kursk e combatté in diverse battaglie difensive nella zona di Punyri. Alla fine di agosto 1943, la divisione si ritirò passando per Sevsk e attraversando il Desna ed il Dnepr; verso la fine di settembre prese parte in diverse battaglie difensive a nord della foce del Pripyt nel Dnepr. Il 3 novembre 1943 la divisione fu sciolta e molte sue parti furono mandate in Danimarca per formare la 361. Infanterie-Division.

## Ordine di battaglia
Infanterie-Regiment 167
Infanterie-Regiment 184
Infanterie-Regiment 216
Artillerie-Regiment 186
Pionier-Bataillon 186
Feldersatz-Bataillon 186
Panzerjäger-Abteilung 186
Divisions-Füsilier-Bataillon 86
Infanterie-Divisions-Nachrichten-Abteilung 186
Infanterie-Divisions-Nachschubtruppen 186

## Decorazioni
Alcuni soldati della 86. Infanterie-division furono premiati per le loro azioni in guerra:
- Croce Tedesca
  - in oro: 19
- Croce di Cavaliere della croce di ferro: 9
  - Croce di Cavaliere con foglie di quercia: 2

- Distintivo per combattimenti ravvicinati:
  - in bronzo: 2

## Comandanti
General der Infanterie Joachim Witthöft (26 agosto 1939 - 1º gennaio 1942)
General der Artillerie Helmuth Weidling (1º gennaio 1942 - 3 novembre 1943)